# Rodrigo Carbone
Rodrigo José Carbone (* 17. März 1974 in Rio de Janeiro) ist ein ehemaliger brasilianischer Fußballspieler.

## Karriere
Carbone begann seine Profilaufbahn 1994 beim brasilianischen Erstligisten Fluminense FC in seiner Heimatstadt. 1996 unterschrieb er einen Vertrag beim japanischen Erstligisten Kashima Antlers. Mit dem Verein wurde er 1996 japanischer Meister. 1997 kehrte er zu Fluminense zurück. Im Sommer 1997 wechselte er zum polnischen Erstligisten ŁKS Łódź. Mit dem Verein wurde er 1997/98 polnischer Meister. Danach spielte er bei Jeonnam Dragons (Südkorea) und Xiamen Blue Lions FC (China).

## Erfolge
Fluminense
- Staatsmeisterschaft von Rio de Janeiro: 1995

Kashima Antlers
- Japanischer Meister: 1996

ŁKS Łódź
- Polnischer Meister: 1997/98